# Comuna Tigheci, Leova
Comuna Tigheci este o comună din raionul Leova, Republica Moldova. Este formată din satele Tigheci (sat-reședință) și Cuporani.

## Demografie
Conform datelor recensământului din 2014, comuna are o populație de 2.300 de locuitori. La recensământul din 2004 erau 2.527 de locuitori.

## Administrație și politică
Componența Consiliului local Tigheci (11 consilieri), ales la 5 noiembrie 2023, este următoarea:
|  | Partid                            | Consilieri | Componență | Componență | Componență | Componență | Componență |
|  | --------------------------------- | ---------- | ---------- | ---------- | ---------- | ---------- | ---------- |
|  | Partidul Social Democrat European | 5          |            |            |            |            |            |
|  | Partidul Acțiune și Solidaritate  | 4          |            |            |            |            |            |
|  | Liga Orașelor și Comunelor        | 2          |            |            |            |            |            |